# جون بلاك (سياسي كندي)
جون بلاك هو سياسي كندي، ولد في 1764 في اسكتلندا في المملكة المتحدة. انتخب Member of the  Legislative Assembly of Lower Canada ‏ (1796 – ).